# Жуковський Дмитро Олегович
Дмитро́ Оле́гович Жуко́вський — підполковник Збройних сил України, учасник російсько-української війни.

## Нагороди
За особистий внесок у зміцнення обороноздатності Української держави, мужність, самовідданість і високий професіоналізм, виявлені під час виконання військового обов'язку, та з нагоди Дня Збройних Сил України нагороджений орденом Богдана Хмельницького III ступеня (2.12.2016), орденом святого Юрія Переможця — УПЦ КП № 3357 від13.01.2017.